# Giorgio Prodi
Giorgio Prodi (Scandiano, 12 agosto 1928 – Bologna, 4 dicembre 1987) è stato un oncologo, filosofo e scrittore italiano.

## Biografia
Figlio di Mario, ingegnere, ed Enrica, maestra, è il terzo di nove fratelli (tra cui anche il politico ed economista Romano, il fisico ed europarlamentare Vittorio, il matematico Giovanni, il fisico Franco e lo storico Paolo). 
Si è laureato in Medicina e Chirurgia ed in Chimica presso l'Università di Bologna, dove ha poi insegnato, dal 1958, Patologia Generale. In seguito gli fu affidata la prima cattedra di Oncologia dell'ateneo.Direttore dal 1973 dell'Istituto di Cancerologia di Bologna, di cui fu fondatore, e del progetto Biologia cellulare del Cnr, pubblicò anche diversi libri riguardo alla medicina ed alla biologia, sviluppando anche, congiuntamente a Thomas Sebeok e Thure von Uexküll, un approccio semiotico alla biologia negli anni Settanta e Ottanta.
Fece parte inoltre del Consiglio Superiore di Sanità della Commissione Oncologica del Ministero della Pubblica Istruzione e fu consulente del Ministero per la Ricerca Scientifica e Tecnologica.
A partire dal 1980, con Il neutrone borghese, ha pubblicato anche alcuni romanzi e racconti, tra cui Lazzaro, biografia romanzata (con riflessi autobiografici) di Lazzaro Spallanzani, per cui è risultato "supervincitore" del Premio Grinzane Cavour e finalista al Premio Bergamo. L'ultimo libro è stato Il cane di Pavlov, uscito nel 1987, l'anno stesso della sua morte di cancro, ma altri sono stati pubblicati postumi. Sono stati raccolti tutti nel volume L'opera narrativa, pubblicato nel 2009.
A Giorgio Prodi, l'Università di Bologna ha dedicato il Centro Interdipartimentale di Ricerche sul cancro nonché un'aula situata nel complesso di San Giovanni in Monte . Dal 1988, ogni anno, una conferenza della riunione annuale della Società Italiana di Cancerologia è dedicata a lui. 

## Pubblicazioni
- Scienza e potere, Il Mulino, Bologna, [s.d.] estr. da Il Mulino n. 222, 1972
- La scienza, il potere, la critica, Il Mulino, Bologna, 1974
- Oncologia sperimentale, Esculapio, Bologna, 1976
- Le basi materiali della significazione, Bompiani, Milano, 1977
- La biologia dei tumori, Casa editrice ambrosiana, Milano, 1977
- Soggettività e comportamento, Giuliano Piazzi, prefazione di Giorgio Prodi, FrancoAngeli, 1978
- Orizzonti della genetica, Editoriale L'Espresso, 1979
- Il neutrone borghese, Bompiani, Milano, 1980
- Patologia Generale, con Giovanni Favilli, CEA, 1982
- La storia naturale della logica, Bompiani, Milano, 1982
- L'uso estetico del linguaggio, Il Mulino, Bologna, 1983
- Lazzaro: il romanzo di un naturalista del '700, Camunia, Brescia, 1985
- Oncologia generale, Esculapio, Bologna, 1985
- Gli artifici della ragione, disegni di Cesare Paolantonio, Edizioni del Sole 24 ore, Milano, 1987
- Il cane di Pavlov, Camunia, Brescia, 1987
- Alla radice del comportamento morale, Marietti, Milano, 1987
- Teoria e metodo in biologia e medicina, CLUEB, Bologna, 1988
- L'individuo e la sua firma. Biologia e cambiamento antropologico, Il Mulino, Bologna, 1989
- Il profeta, Camunia, Brescia, 1992
- L'opera narrativa, introduzione di Elvio Guagnini, Diabasis, Reggio Emilia, 2009
- The Material Bases of Meaning, University of Tartu Press, Tartu, 2021.